# Chasity Melvin
Chasity Monique Melvin (ur. 3 maja 1976 w Roseboro) – amerykańska koszykarka występująca na pozycjach silnej skrzydłowej oraz środkowej, po zakończeniu kariery zawodniczej trenerka koszykarska, obecnie asystentka trenerki w Phoenix Mercury.
27 marca 1998 roku ustanowiła rekord półfinałów NCAA, zdobywając 37 punktów w przegranym spotkaniu z uczelnią Louisiana Tech.
W kwietniu 2016 roku dołączyła do National Basketball Retired Players Association (NBRPA).

## Osiągnięcia
Na podstawie, o ile nie zaznaczono inaczej.
NCAA
- Uczestniczka rozgrywek:
  - NCAA Final Four NCAA (1998)
  - Sweet Sixteen turnieju NCAA (1995, 1998)
  - II rundy turnieju NCAA (1995, 1996, 1998)
  - turnieju NCAA (1995–1998)
- NCAA East Regional MVP (1998)
- Debiutantka Roku Konferencji Atlantic Coast (ACC – 1995)
- Zaliczona do:
  - I składu:
    - debiutantek konferencji ACC (1995)
    - turnieju:
      - ACC (1995)
      - NCAA Final Four (1998)

  - składu Kodak All-American (1997)
  - Galerii Sław Sportu:
    - uczelni NC State (2014)
    - Sampson County w Karolinie Północnej

  - ACC Top 50 Athletes
  - NCHSAA Top 100 Athletes
- Laureatka nagrody:
  - Sampson County Distinguished Citizen Award (2014)
  - ACC Legend (2011)

Drużynowe
- Mistrzyni:
  - Światowej Ligi FIBA (2005)
  - Polski (2003, 2004)
  - Włoch (2002)
  - WUBA (2015)
  - Hiszpanii (1999)
  - Rosji (2006)
- Wicemistrzyni:
  - Euroligi (2004, 2006)
  - Światowej Ligi FIBA (2004)
- Zdobywczyni:
  - Superpucharu Włoch (2001)
  - Pucharu Izraela
- Finalistka Pucharu Włoch (2002)

Indywidualne
- Uczestniczka:
  - meczu gwiazd WNBA (2001)
  - meczu gwiazd PLKK (2003 - Rzeszów, 2003 - Starogard Gdański)[4][5]